# McDonnell Douglas MD–11
A McDonnell Douglas MD–11 háromhajtóműves, közepes és nagy hatótávolságú, szélestörzsű utasszállító repülőgép, amit a McDonnell Douglas, majd később a Boeing gyártott. A DC–10-es továbbfejlesztett változata, amely hosszabb törzzsel, növelt szárnyfesztávolsággal, wingletekkel, javított szárnyprofillal, kisebb vízszintes vezérsíkkal, új hajtóművekkel, valamint szélesebb körben alkalmazott kompozitanyagokból készült. A hajtóművek közül kettő a szárnyak alatt, míg a harmadik a függőleges vezérsíkba van beépítve. A gép pilótafülkéje digitalizált, LCD kijelzőkkel felszerelt. A személyzetet háromról két főre csökkentették, míg az előd-típus, a DC–10-es típus fedélzeti mérnököt is igényelt.

## Lásd még
Kapcsolódó fejlesztés
- McDonnell Douglas DC–10
- McDonnell Douglas MD–12

Hasonló repülőgépek
- Airbus A330-300
- Airbus A340
- Boeing 767-400ER
- Boeing 777
- Il–96
- Lockheed L–1011 TriStar